# Pristimantis lythrodes
Pristimantis lythrodes es una especie de anfibio anuro de la familia Craugastoridae.

## Distribución
Esta especie es endémica de la región de Loreto en Perú. Habita hasta los 20 m de altitud.
Su presencia en Colombia en el departamento de Amazonas es incierta.

## Publicación original
- Lynch & Lescure, 1980 : A collection of eleutherodactyline frogs from northeastern Amazonian Peru with the description of two new species (Amphibia, Salientia, Leptodactylidae). Bulletin du Muséum National d'Histoire Naturelle Paris, Section A, Zoologie, Biologie et Écologie Animales, vol. 2, n.º 1, p. 303-316.[5]